# William Widdrington (4e baron Widdrington)
William Widdrington, 4e baron Widdrington (1678 - 19 avril 1743), est un pair catholique anglais et un partisan de la revendication Stuart sur la Couronne.

## Biographie
Il est le fils de William Widdrington, 3e baron Widdrington, de l'honorable Alethea Fairfax, fille de Charles Fairfax (5e vicomte Fairfax d'Emley) (en), et hérite du titre et des domaines de son père en 1695 . Il appartient à une famille résolument catholique et fait ses études dans un collège jésuite à Paris. Il est un partisan de la revendication Stuart sur les couronnes d'Angleterre, d'Écosse et d'Irlande.
Il prend part au soulèvement jacobite de 1715 et, avec deux de ses frères, est fait prisonnier après la bataille de Preston. Il est reconnu coupable de haute trahison et condamné à mort  mais est libéré après une intervention de Catherine Graham. Bien que son titre et ses biens aient été confisqués, il n'est pas exécuté mais autorisé à se retirer à Bath.

## Famille
Il épouse Jane Tempest en 1700 et réside à Stella Hall, Blaydon-on-Tyne, Northumberland. Son épouse Jane est décédée en 1714. En 1718, il épouse Catherine Graham, fille de Richard Graham (1er vicomte Preston). En 1739, Catherine et sa sœur Mary héritent du domaine de Nunnington Hall, Yorkshire, de leur neveu Charles, troisième et dernier vicomte Preston, décédé sans descendance. Après la mort de Widdrington le 17 avril 1743, il est enterré dans le caveau familial de son épouse à l'église paroissiale de Nunnington . À la mort de son fils Henry Francis Widdrington, qui revendique la baronnie, en septembre 1774, cette branche de la famille semble avoir disparu .
Son frère Peregrine et sa belle-sœur Maria, la duchesse de Norfolk, sont tous deux de fervents jacobites.